# Tomáš Lejsek
Tomáš Lejsek (* 24. června 1937 Praha) je český vědec, výzkumník a manažer působící především v českém pivovarství.

## Život
Po maturitě na Střední průmyslové škole konzervárenské v Bzenci studoval na Českém vysokém učení technickém v Praze. Na fakultě strojní se specializoval na potravinářské a chemické stroje a v roce 1961 absolvoval. Jeho diplomovou práci vedl Ing. J. Maštovský, pivovarský odborník.
Profesní karieru zahájil v roce 1962 v Projektovém a výzkumném ústavu pivovarském a sladařském v Praze (dnes Výzkumný ústav pivovarský a sladařský), který byl podřízen společnosti Pivovary a sladovny Praha, ve strojním oddělení. V roce 1963 vystudoval v rámci postgraduálního studia kurz automatizace na ČVUT.
V sedmdesátých letech se podařilo týmu výzkumníkům VÚPS, jehož byl členem, úplně změnit v tehdejším československém pivovarství systém chlazení mladiny díky realizaci úspěšného vývoj projektu vířivé kádě. První vířivé kádě byly instalovány na Slovensku a exportní úspěch jejich výrobce, ZVÚ Hradec Králové, jim otevřel cestu i do českých pivovarů. Podílel se i na vývoji cylindrokonických tanků. Je držitelem několika československých patentů.[zdroj?]
V roce 1972 napsal a obhájil dizertační práci Zahušťování mladiny v oboru výrobní stroje na ČVUT.
Během dvacetiletého působení ve VÚPS dlouhodobě spolupracoval s řadou pivovarských odborníků. Především s ředitelkou ústavu Olgou Bendovou (prof. RNDr., PhMr., DrSc.), která později přešla na Vysokou školu chemicko-technologickou v Praze. Dalšími osobnostmi, s nimiž spolupracoval, byli např. prof. Ing. Gabriela Basařová, DrSc., Ing. Miroslav Kahler, Ing. Vladimír Karel, Ing. V. Šauer a Ing. Miroslav Vančura. O roku 1983 do roku 1989 vedl oddělení technického rozvoje ředitelství Pivovarů a sladoven Praha. Významně se podílel na výzkumu a vývoji vířivých kádí a cylindro-konických tanků. V roce 1990 přešel do pivovaru ve Velkých Popovicích na funkci výrobního a technického náměstka.
V roce 1991 se vrací po konkurzu na pozici ředitele do čela VÚPS. Pod jeho vedením, spolu s ekonomkou Ing. Magdou Marešovou a pivovarským odborníkem a výzkumníkem Ing. Josefem Škachem uskutečnili ve výzkumném ústavu výrazné systémové změny, které vedly k jeho zachování. Vedení a týmu VÚPS se také podařilo převzít vydávání odborného časopisu Kvasný průmysl a zabránit tak jeho hrozícímu zániku a pak také vstoupit do mezinárodní pivovarské analytické organizace MEBAK. Z dlouhodobého hlediska bylo významné, že se podařilo s jeho brněnskými kolegy, zejména dr. Karlem Kosařem, CSc., zachytit trend mít možnost ovlivnit na šlechtitelský výběr odrůd ječmene, což bylo významné a klíčové období pro budoucnost.
V roce 1995 nastoupil do pivovaru Radegast v Nošovicích, kde působil jako manažer kapitálových účastí až do konce roku 1996. V roce 1997 byl jmenován generálním ředitelem pivovaru Velké Popovice. Pod jeho vedením byly uskutečněny významné investiční akce, jako např. rekonstrukce varny nebo kotelny. Plynule narůstal výstav i kapitálová hodnota pivovaru. V roce 1997 dosáhl věku pro odchod do důchodu, noví vlastníci pivovaru ze společnosti SAB jej přemluvili, aby v jeho čele stál do roku 2001, kdy odešel do důchodu.
V roce 2002 změnil žatecký pivovar majitele, ten jej požádal o pomoc při jeho obnově, neboť byl před zavřením. Nakonec se stal jednatelem pivovaru. V současnosti žatecký pivovar dobře funguje, rozvíjí se. K jeho velmi úspěšným projektům bylo uvedení bezlepkového piva CELIA pro osoby trpící celiakií, vyrobeného ve spolupráci s VÚPS. Tým výzkumníků a výrobce obdrželo v roce 2010 Výroční cenu F. O. Poupěte za mimořádný společenský přínos k rozvoji českého pivovarství a sladařství. V Žateckém pivovaru, spol. s r.o. působil do roku 2014.
Publikoval více než 115 odborných pojednání, především v měsíčníku Kvasný průmysl, kde zveřejnil 26 článků především o pivovarském inženýrství. Je spoluautorem publikace Pivovarství. Vydání publikace bylo oceněno Českým svazem pivovarů a sladoven za mimořádný společenský přínos k rozvoji českého pivovarství a sladařství v roce 2010. Je spoluautorem i učebnice pro odborný dorost. Působil na VŠCHT v Praze, v European Brewery Convention i v dalších odborných organizacích.
Za svůj celoživotní přínos českému pivovarství byl v roce 2014 uveden do Síně slávy českého pivovarství a sladařství.

### Publikace
- Kahler, M., Lejsek, T., 1987: Využití cylindrokónických tanků v pivovarství. Kvasný Prům. 1987, 33(8-9): 266–269. ISSN 0023-5830. Dostupné online
- Lejsek T., Kahler M., Šauer Z.: Čeření mladiny vířivou kádí. Kvasný Prům., 1969 15 (1): 12–17, ISSN Dostupné online
- Basařová G., Lejsek T., Přímé spektrofotometrické stanovení dusíku. Kvasný Prům., 1970 16 (9) 192–197 Dostupné online